# Саут Чайна
«Саут Чайна Атлетик Ассосиэйшн» (иер. трад. 南華體育會, кант.-рус.: Намва́ тхайюкву́й) — гонконгский футбольный клуб. Выступает в первом дивизионе чемпионата Гонконга. Наиболее успешный клуб в истории гонконгской лиги (41-кратный чемпион). Ни разу не играл на уровне ниже первой лиги Гонконга (Высший уровень).
В ноябре 2007 года клуб вступил в Красный Крест Гонконга, и поддерживает отношения между гуманитарными и спортивными организациями страны.

## Достижения
- Первый дивизион лиги Гонконга (41):
  - 1923/24; 1930/31; 1932/33; 1934/35; 1935/36; 1937/38; 1938/39; 1939/40; 1940/41; 1948/49; 1950/51; 1950/51; 1951/52; 1952/53; 1954/55; 1956/57; 1957/58; 1958/59; 1959/60; 1960/61; 1961/62; 1965/66; 1967/68; 1968/69; 1971/72; 1973/74; 1975/76; 1976/77; 1977/78; 1985/86; 1986/87; 1987/88; 1989/90; 1990/91; 1991/92; 1996/97; 1999/00; 2006/07; 2007/08; 2008/09; 2009/10; 2012/13
- Гонконг Сеньор Шилд (31):
  - 1928/29; 1930/31; 1932/33; 1934/35; 1935/36; 1936/37; 1937/38; 1938/39; 1940/41; 1948/49; 1954/55; 1956/57; 1957/58; 1958/59; 1960/61; 1961/62; 1964/65; 1971/72; 1985/86; 1987/88; 1988/89; 1990/91; 1995/96; 1996/97; 1998/99; 1999/00; 2001/02; 2002/03; 2006/07; 2009/10; 2013/14
- Суперкубок Гонконга (8):
  - 1971/72, 1979/80, 1986/87, 1987/88, 1990/91, 1992/93, 1993/94, 1997/98
- Кубок футбольной ассоциации Гонконга (10):
  - 1984/85, 1986/87, 1987/88, 1989/90, 1990/91, 1995/96, 1998/99, 2001/02, 2006/07, 2010/11
- Кубок лиги Гонконга (3):
  - 2001/02, 2007/08; 2010/11
- Кубок обладателей кубков Азии:
  - Финалист: 1993/94

## Известные игроки
- Ники Батт
- Матея Кежман
- Шелдон Томас
- Жозе Рамбо
- Ли Вай Тун
- Лай Шу Вин